# Měření průtoku kapalin
Měření průtoků kapalin je ve srovnání s měřením průtoků vzdušin (plynů a par) značně jednodušší, protože v naprosté většině případů můžeme kapalinu považovat za nestlačitelnou, zatímco u plynů a par jejich stlačitelnost musíme uvažovat vždy.
Průtoky kapalin můžeme buď měřit měřidly, založenými na nejrůznějších fyzikálních principech, nebo je odvodit výpočtem z jiných měřených veličin (např. tlaku, koncentrace stopovače nebo měřených bodových rychlostí) (viz např. ).
Měřidla i postupy měření se zpravidla výrazně liší při měření průtoku v potrubí nebo v otevřeném korytě, i když fyzikální princip je týž. Za samostatnou kapitolu pak můžeme považovat měření průtoků při kalibraci zejména trubních průtokoměrů a také na výtoku z potrubí.
Ne všechny ISO normy byly v okamžiku tvorby hesla převzaty do systému ČSN – proto i odkazy přímo na normy ISO

## Základní metody
- metoda objemová – je měřen čas, za který do kalibrované nádoby nateče určitý objem kapaliny, nebo naopak objem kapaliny, který do kalibrované nádoby nateče za určitý čas;

- metoda váhová (gravimetrická) – dtto, místo objemu se určuje tíha či hmotnost kapaliny. Při přesném měření je nutné pro získání správného objemového průtoku určit hustotu kapaliny.

Tyto metody se používají zejména pro kalibraci průtokoměrných zařízení (lze dosáhnout vysokou přesnost), využitelnost pro měření in situ je omezená.

## Měření průtoků v potrubí

#### Škrtící orgány
Měří se tlakový rozdíl před a za měřidlem, z něj výpočtem průtok; nutná značná délka přímého potrubí zejména před měřidlem. I pro vzdušiny (nutno uvažovat stlačitelnost).
- clona – disk povětšině s centrálním kruhovým otvorem (otvor může být i tvaru kruhové úseče – tzv. segmentová clona); poměrně značná ztráta, zvláště při větším zúžení;
- dýza – hydraulicky vhodnější, tvarově složitější
- venturimetr – hydraulicky velmi vhodný, malá ztráta, avšak složitý tvar a velká stavební délka;
- kolenový průtokoměr – řadí se sem, ač v něm ke změně profilu nedochází; měří se tlakový rozdíl na vnitřní a vnější straně oblouku.

#### Elektromagnetické průtokoměry
Elektromagnetické průtokoměry (též zvané indukční průtokoměry) jsou založeny na Faradayově zákonu – na vodiči (proudící kapalině) pohybujícím se v magnetickém poli, se indukuje napětí, snímané dvojicí elektrod (na průměru). V podstatě měří střední rychlost v jednom podélném řezu. Prakticky nulová ztráta, vysoká přesnost, měří i průtok suspenzí.

#### Ultrazvukové průtokoměry
Měření je založeno na principu superpozice – na potrubí jsou šikmo proti sobě instalována dvě čidla, která v pravidelných intervalech vydávají ultrazvukové impulsy a měří se doba jejich průchodu kapalinou. Rychlost zvuku se skládá s rychlostí proudění, z rozdílu doby průchodu impulsu jedním a druhým směrem se určí střední rychlost v jednom podélném řezu.

#### Coriolisovy průtokoměry
Fyzikální princip je dosti složitý; měří hmotnostní průtok kapalin i vzdušin. Přesné, velký rozsah měření, malá ztráta, ale nákladné, rozměrné a dostupné jen v omezeném rozsahu velikosti.

#### Vírové průtokoměry
Vírové průtokoměry jsou založeny na vzniku Kármánovy vírové dráhy při obtékání tělesa. Měří se frekvence odtrhávání vírů (de facto frekvence vibrace obtékaného tělesa) která kromě jiného závisí na rychlosti proudění. Široký rozsah velikostí, existují i přenosné, které je možno do potrubí vsunout zvenčí.

#### Rotametry
Rotametry udávají okamžitý průtok. V kónicky směrem vzhůru se rozšiřující trubici je umístěn kovový "plovák", který je obtékán a hydrodynamickými silami nadnášen úměrně průtoku. Vhodné i pro plyny. Zejména měření malých průtoků. Musí být umístěny svisle a bývají vysoké, někdy může umístění působit problémy.

#### Vodoměry
Vodoměry bytové, domovní i průmyslové měří integrální proteklé množství vody. Obvykle mají propeler tvaru vrtule, jehož otáčení se mechanicky nebo magneticky přenáší na počítadlo. Pro měření průtoku je nutné ještě měřit čas.

#### Metoda rychlost-plocha
Při metodě rychlost – plocha se hydrometrickými vrtulemi nebo Pitotovou trubicí určí časově střední bodové rychlosti ve vhodných bodech v daném profilu potrubí, a z nich se stanoví průtok. Metoda je vhodná i pro velká potrubí (standardně se tak měří např. průtoky v přivaděčích vodních elektráren), při správném provedení dosti přesná, avšak náročná na nákladné vybavení.

## Měření průtoků v otevřených korytech

#### Přelivy
- měrné přelivy (Bazinův, Ponceletův, trojúhelníkový[10], Cippolettiho[11] a další) – jen pro otevřená koryta nebo výtok z potrubi, pro menší průtoky, dosažitelná značná přesnost
- přeliv se širokou korunou [12], Crumpův přeliv, přeliv "ploché V" [13], – vhodné i pro měření větších průtoků na menších vodních tocích

#### Měrné žlaby
Měrné žlaby jsou navrženy tak, že se v určitém místě zužují natolik, aby v zúžení vzniklo kritické proudění. Tím je zajištěn jednoznačný vztah mezi polohou hladiny a průtokem. Omezený rozsah měření, řada velikostí.
- pravoúhlý žlab
- lichoběžníkový žlab
- žlab "U"
- Parshallův žlab [15]- nejčastěji používaný, řada velikostí s různými rozsahy průtoků. Žlaby různé velikosti nejsou geometricky podobné.

#### Výtok otvorem
- danaida – nádoba s jedním nebo více otvory ve dně (mohou být opatřeny nátrubky); průtok odpovídá výšce hladiny v nádobě. Lze dosáhnout vysoké přesnosti. Zejména pro laboratorní měření, kalibraci jiných (zvláště trubních) průtokoměrů. In situ prakticky nepoužitelná (nutný značný spád).
- výtok pod pohyblivými uzávěry [16](stavidly, segmenty aj.) – vzhledem k nejistotám jen orientační

#### Metoda rychlostního pole (rychlost–plocha)
V měrném profilu se v řadě svislic změří vhodným měřidlem (hydrometrická vrtule, indukční nebo akustické měřidlo rychlosti) v řadě bodů časově střední bodové rychlosti. Ze známého tvaru profilu a těchto rychlostí při jejich známé poloze v profilu se určí průtok numericky nebo graficky. Za vhodných podmínek lze dosáhnout i značné přesnosti. Metoda v zásadě není shora omezena velikostí toku. Standardní metoda používaná v hydrologii.

#### Určení průtoku z povrchových rychlostí
Ve zvoleném úseku se pomocí zpravidla hladinových plováků stanoví napříč toku několik povrchových rychlostí, z nich a známého tvaru příčného profilu se odhadne průtok. Pomocná metoda pro zvláštní případy (větší povodně a pod.) nebo velmi rychlá orientační měření.

#### tické měření
Stejný princip jako u trubních indukčních průtokoměrů. Cívka musí být tak velká, aby obsáhla celé koryto až po nejvyšší vodní stav, jehož měření se předpokládá. Nákladné (dno nutné izolovat nepropustnou nevodivou membránou), energeticky náročné, náchylné na rušení vnějšími vlivy, jen pro menší toky.

#### Ultrazvukové měření
Založeno na principu superpozice (viz výše). Vhodné pro větší a velké toky, zejména tam kde nelze jednoznačně přiřadit určitý vodní stav určitému průtoku (vzduté tratě, estuáry a pod.). Protože rychlost zvuku závisí na hustotě kapaliny, mohou její změny během měření nepříznivě ovlivňovat nejistotu měření.

#### Výpočet na základě teorie
Běžný výpočet např. konsumční křivky koryta vychází z Chézyho rovnice. Pro stanovení maximálního povodňového průtoku na základě povodňových stop (značek) se vychází z teorie ustáleného nerovnoměrného proudění.

## Stopovače
Stopovače se využívají v případech, kdy nelze použít žádnou z výše uvedených metod měření. Jedná se o rozpustné cizorodé, avšak snadno detekovatelné látky (chemikálie, často barviva a fluorescenty, nebo radioaktivní isotopy s krátkým poločasem rozpadu), které se zavádějí do vodního toku nebo do potrubí. Pro vyhodnocení průtoku existují tři metody:
- směšovací metoda – stopovač je dávkován v roztoku známé koncentrace po delší dobu; po jeho dokonalém promísení s protékající kapalinou se měří výsledná koncentace a z rozdílu výsledné a vstupní koncentace (případně s uvážením velikosti průtoku roztoku stopovače) se určí průtok kapaliny;
- rychlostní metoda – stopovač se dávkuje jednorázově, po jeho smísení s proudící kapalinou se na úseku toku známé délky vyhodnotí rychlost pohybu jeho mraku (průběžně se měří koncentrace ve dvou profilech, určí se těžiště obrazců uzavřených čarou koncentace a jejich časový posun);
- integrační metoda – stopovač se dávkuje jednorázově, měří se průběh koncentrace v čase, pomocí integrace této křivky se získá průtok.